# 神鋼記念病院
神鋼記念病院（しんこうきねんびょういん）は、兵庫県神戸市中央区にある民間病院。以前は、神戸製鋼所が運営していた企業立病院であったが、1998年（平成10年）より医療法人社団神鋼会が運営している。2015年（平成27年）より、社会医療法人へ法人格移行し、それに伴い社会医療法人神鋼記念会へ名称変更した。

## 概要
救急告示病院。地域医療支援病院として神戸市2次救急で最多の救急車を受け入れている。兵庫県よりがん診療連携拠点病院に指定されていたが、2022年4月より日本でも有数の国指定のがん診療連携拠点病院となった。。公益財団法人日本医療機能評価機構認定病院(4回目,病院評価は3rdG:Ver.1.1(2016年3月4日認定,2021年1月21日認定有効期限(コロナ禍のため受審延期中)))。

## 沿革
（この節の出典）
- 1915年（大正4年） - 株式会社神戸製鋼所の医療所開設(大正4年から昭和30年の内診療所として診察を行う)。
- 1955年（昭和30年） - 新病棟、検査棟が完成。
- 1994年（平成6年） - 現在の病棟が完成。
- 1995年（平成7年） - 社団法人日本医療福祉建築協会より建築および建築設備と運営との調和のとれた医療の質の高さを評価され、第5回医療福祉建築賞を受賞
- 1998年（平成10年） - 株式会社神戸製鋼所より独立し医療法人社団神鋼会を設立。
- 2003年（平成15年） - 放射線治療施設を新設
- 2007年（平成19年）- 救急棟、手術棟を新設
- 2011年（平成23年） - 兵庫県指定がん診療連携拠点病院の取得、地域医療支援病院の取得
- 2012年（平成24年） - 呼吸器センター管理棟 新設
- 2015年 (平成27年） - 兵庫県より社会医療法人に認定を受け、法人名称を社会医療法人神鋼記念会に変更。病院名称も神鋼記念病院となる。

## 診療科
- 内科
- 血液内科
- 腫瘍内科
- 糖尿病代謝内科
- 呼吸器内科
- 消化器内科
- 循環器内科
- 精神科
- 小児科（長期休診中）
- 外科
- 整形外科
- 形成外科
- 脳神経外科
- 皮膚科
- 泌尿器科
- 婦人科
- 眼科
- 耳鼻咽喉科
- リハビリテーション科
- 放射線診断科
- 放射線治療科
- 麻酔科
- 呼吸器外科
- 救急科
- リウマチ科
- 脳神経内科

## 医療機関の指定等
- 救急告示病院[1]
- 神戸市二次救急輪番制当番病院[6]
- 保健医療機関[7]
- 臨床研修指定病院[7]
- 地域医療支援病院[7]
- がん診療連携拠点病院（国指定[8]）
- 労災保険指定医療機関[7]
- 生活保護法指定医療機関(中国残留邦人等の円滑な帰国の促進並びに永住帰国した中国人残留邦人等及び特定配偶者の自立の支援に関する法律(平成6年法律第30号)に基づく指定医療機関を含む。)
- 戦傷病者特別援護法指定医療機関[7]
- DPC対象病院[7]
- 公害医療機関[7]
- 公益財団法人日本医療機能評価機構認定病院[4]
- このほか、各種法令による指定・認定病院であるとともに、各学会の認定施設でもある。

## 交通アクセス
- JR東海道本線（JR神戸線）「灘駅」から徒歩7分[9]。
- 阪急神戸本線「春日野道駅」から徒歩7分[9]。
- 阪神本線「岩屋駅」から徒歩10分[9]。